# Alexander Carlisle
Alexander Montgomery Carlisle (Ballymena, 8 luglio 1854 – Londra, 6 marzo 1926) è stato un progettista britannico.
Cognato del visconte William Pirrie e membro del Consiglio privato di sua maestà, era conosciuto come "l'onorevole giusto".

## Biografia
Fu uno degli uomini incaricati nella progettazione dei transatlantici della Classe Olympic nell'industria cantieristica navale Harland and Wolff. Il suo principale ruolo riguardava il sistema di sicurezza delle navi, come i compartimenti stagni, le scialuppe di salvataggio, ecc.
A lui si deve parte della negligenza del numero di scialuppe di salvataggio messe a disposizione sul Titanic; nella tragica notte del 15 aprile 1912, per salvare tutte le persone a bordo, il transatlantico avrebbe avuto bisogno di almeno 60 scialuppe a disposizione, ma Carlisle pianificò di equipaggiare la nave con solo 48 scialuppe ed alla fine il numero venne ridotto ulteriormente, ovvero ad appena 20 lance. Il motivo principale di tale riduzione era puramente estetico, dal momento che il ponte appariva troppo ingombro con 48 lance; con solo 20 scialuppe si poteva ospitare solo un terzo di tutti gli occupanti del Titanic. Sorprendentemente un numero così insufficiente di scialuppe era ai tempi considerato di giudizio legale; infatti, secondo le leggi dell'epoca, il numero di scialuppe non era correlato al numero dei passeggeri, ma al tonnellaggio della nave. Inoltre, le esercitazioni di salvataggio erano una pratica standard che veniva eseguita a bordo di ogni transatlantico ed in questo modo l'equipaggio poteva esser ben preparato ad affrontare una situazione di emergenza. Stranamente, però, tale esercitazione non avvenne mai da parte del Titanic.
Carlisle si ritirò dalla progettazione delle navi nel 1910 a causa di problemi di salute; il Titanic fu una delle ultime navi di cui Carlisle si occupò. Morì nel 1926 e fu sepolto nel Golders Green Crematorium, nel quartiere londinese di Barnet.